# Neoterebra berryi
Neoterebra berryi é uma espécie de gastrópode do gênero Neoterebra, pertencente a família Terebridae.